# Контра, Космин
Космин Контра (рум. Cosmin Contra; род. 15 декабря 1975, Тимишоара) — румынский футболист, защитник. В настоящее время — тренер.

## Карьера

### Клубная
Начинал карьеру в клубе «Политехника» из родной Тимишоары. В 1996 году перешёл в бухарестское «Динамо».
В 1999 году перешёл в «Алавес» за $800 000, где стал ключевым игроком и попал в Команду года УЕФА.
Эти успехи привлекли внимание «Милана» к игроку, но за итальянский клуб он провёл всего лишь один сезон и перешёл в мадридский «Атлетико». Во время своего пребывания в Италии Контра успел подраться с полузащитником «Ювентуса» Эдгаром Давидсом (это и стало одной из причин ухода из «Милана»). В Мадриде он провёл два сезона, в одном из которых он почти не появлялся на поле из-за травмы голеностопа.
В августе 2004 года перешёл в «Вест Бромвич» на правах аренды на полгода. Затем, также на правах аренды на полгода, перешёл в родную «Политехнику». В 2005 году был взят «Хетафе» в аренду на один сезон. По окончании сезона испанский клуб выкупил трансфер игрока.
В 2008 году Контра забил в обеих матчах эпического противостояния с мюнхенской «Баварией» в четвертьфинале Кубка УЕФА, но это не помогло его команде пройти дальше.
В январе 2010 года, после конфликта с тренером, Контра покинул «Хетафе» и в третий раз вернулся в родной клуб, к этому времени уже переименованный в «Тимишоару». 30 августа контракт с ним был разорван, но спустя две недели подписан вновь. Через неделю он был представлен в качестве играющего тренера клуба. В декабре 2010 покинул клуб из-за конфликта с руководством. В зимнее трансферное окно не нашёл себе нового клуба, хотя им интересовались некоторые клубы, в частности «Кубань».
Карьеру закончил в румынском клубе «Тимишоара» в 2011 году, выступая играющим тренером клуба.

### В сборной
В сборной Румынии с 1996 года сыграл 73 матча и забил 7 голов (4 из которых — в ворота сборной Люксембурга). Участник чемпионатов Европы 2000 и 2008. В 2009 году объявил о завершении международной карьеры, однако 3 сентября 2010 вышел на поле в матче отборочного турнира чемпионата Европы 2012 против сборной Албании.

### Тренерская
В 2012 году вернулся в Румынию из испанского клуба «Фуэнлабрада», где работал тренером, — возглавил «Петролул», заключив контракт на 1,5 года.
В 2014 году вернулся в клуб «Хетафе» уже в качестве главного тренера, однако уже зимой 2014 года ушёл из «Хетафе» и возглавит китайский клуб «Гуанчжоу Фули». Китайский клуб заплатил испанской команде 500 тысяч евро в качестве компенсации за расторжение контракта со специалистом. Сам Контра заявил, что в «Гуанчжоу Фули» ему предложили зарплату, в 5 раз превышающую его оклад в «Хетафе», а также отметил, что испанский клуб рассчитывает на его возвращение через два года.
Контра так и не смог доработать до конца контракта из-за плохих результатов клуба (за 13 туров команда одержала лишь одну победу), и контракт был расторгнут руководством китайского клуба.
22 сентября 2017 года назначен главным тренером сборной Румынии. Контракт был подписан до окончания отборочной кампании Евро 2020.

## Достижения

### Как игрока
Алавес
- Финалист Кубка УЕФА: 2000/01

Хетафе
- Финалист Кубка Испании: 2006/07, 2007/08

### Как тренера
Петролул
- Обладатель Кубка Румынии: 2012/13

### Личные
- Команда года по версии УЕФА: 2001
- Футболист года в Румынии: 2001